# Дейкун Микола Олексійович
Микола Олексійович Дейкун (нар. 1909, село Верх-Бурбук, тепер Тулунського району Іркутської області, Російська Федерація — ?) — радянський діяч, 1-й секретар Купинського райкому ВКП(б) Новосибірської області. Депутат Верховної Ради СРСР 3-го скликання.

## Біографія
Народився в селянській родині. Шість років навчався в сільській школі.
Трудову діяльність розпочав робітником дорожньої ділянки. Вступив до комсомолу.
У 1929—1931 роках — голова Нижньо-Бурбуцької сільської ради Тулунського району. У 1931 році вибраний членом виконавчого комітету Тулунської районної ради, членом Тулунського районного комітету ВЛКСМ.
У 1931—1932 роках — слухач Іркутського комуністичного вузу.
У 1932—1935 роках — у Червоній армії. Закінчив однорічну прикордонну школу, служив політичним керівником (політруком), вибирався секретарем бюро ВЛКСМ військового підрозділу.
У 1935—1937 роках — голова районного комітету спілки робітників лісу і сплаву в Далекосхідному краї.
Член ВКП(б) з 1937 року.
У 1937—1939 роках — завідувач відділу зарплати і виробництва, член президії Центрального комітету профспілки робітників лісу і сплаву в Москві. Одночасно навчався в дворічному вечірньому університеті марксизму-ленінізму.
У 1939—1941 роках — завідувач військового відділу Кагановицького районного комітету ВКП(б) міста Новосибірська. У 1941—1942 роках — секретар з кадрів Дзержинського районного комітету ВКП(б) міста Новосибірська.
У лютому 1942 — 1943 року — начальник політичного відділу Чижовської машинно-тракторної станції Коченевського району Новосибірської області.
У 1943 році працював інструктором військового відділу Ростовського обласного комітету ВКП(б).
У 1943—1945 роках — завідувач організаційно-інструкторського відділу виконавчого комітету Новосибірської обласної ради депутатів трудящих.
У вересні 1945 — лютому 1948 року — 1-й секретар Коливанського районного комітету ВКП(б) Новосибірської області.
З лютого 1948 року — 1-й секретар Купинського районного комітету ВКП(б) Новосибірської області.
Подальша доля невідома.

## Нагороди
- медалі